# Santa Maria in Via (titre cardinalice)
Le titre cardinalice de Santa Maria in Via est érigé par le pape Jules III le 4 décembre 1551 et rattaché à l'église Santa Maria in Via qui se trouve dans le rione de Trevi à Rome.

## Titulaires
| - Fulvio Giulio della Corgna (1551-1555) - Jacques Dupuy (1555-1563) - Alessandro Sforza di Santa Fiora (1565-1581) - Vacant (1581-1585) - Vincenzo Lauro (1585-1589) - Gianfrancesco Morosini (1590-1596) - Silvio Savelli (1596-1599) - Robert Bellarmin (1599-1620) - Stefano Pignatelli (1621-1623) - Vacant (1623-1630) - Gil Carrillo de Albornoz (1630-1643) - Francesco Angelo Rapaccioli (1643-1650) - Carlo Rossetti (1653-1654) - Francesco Albizzi (1654-1671) - César d'Estrées (1672-1675) - Carlo Carafa (1675-1680) - Vacant (1680-1689) - Francesco Maidalchini (1689-1691) - Vacant (1691-1696) - Giacomo Boncompagni (1696-1724) - Melchior de Polignac (1724-1725) - Francesco Antonio Finy (1728-1729) - Carlo Vincenzo Maria Ferreri Thaon (1729-1742) - Giuseppe Pozzobonelli (1743-1758) - Pietro Francesco Bussi (1759-1765) - Antonio Branciforte Colonna (1767-1786) - Vacant (1786-1801) - Girolamo della Porta (1801-1802) - Michele Di Pietro (1802-1816) - Giorgio Doria Pamphilj Landi (1816-1818) - Vacant (1818-1823) - Carlo Maria Pedicini (1823-1828) - Vacant (1828-1837) - Luigi Amat di San Filippo e Sorso (1837-1852) - Ferdinand-François-Auguste Donnet (1853-1882) - François-Marie-Benjamin Richard de la Vergne (1889-1908) - Agostino Richelmy (1911-1923) - Patrick Joseph Hayes (1924-1938) - Thomas Tien Ken-sin (1946-1967) - Paul Yoshigoro Taguchi (1973-1978) - Joseph-Marie Trinh van-Can (1979-1990) - Egano Righi-Lambertini (1990-2000) - Antonio José González Zumárraga (2001-2008) - Raúl Eduardo Vela Chiriboga (2010-2020) - Filipe Neri Ferrão (depuis 2022) |